# Wapen van Zierikzee

Wapen van Zierikzee

Het wapen van Zierikzee werd op 31 juli 1817 als wapen erkend en in 1997 werd de gemeente Zierikzee opgeheven. Tot 1997 werd de gemeente wel uitgebreid, maar het wapen werd niet aangepast aan de nieuwe situaties.

## Geschiedenis
De allereerste zegels waarop Zierikzee haar wapen voerde stammen uit de 13e eeuw. Zierikzee verkreeg of in 1217, of tussen 1219 en 1222 stadsrechten. De zegels vertoonden vanaf het begin een leeuw, mogelijk is dit de leeuw van het gewest Holland. Ook aangepaste zegels vertonen een leeuw, maar dan een leeuw in een wapenschild.
Latere zegels hebben soms schildhouders, in 1503 zijn het twee griffioenen en in 1527 twee meerminnen. Ook de malie op de plek van een kroon komt eerder voor dan bij het huidige wapen. In 1673 is er een wapenkaart van Schouwen-Duiveland met daarop het wapen met een malie. Dat wapen heeft ook de twee letters als schildhouders. Op de gevel van de Gasthuiskerk is het wapen afgebeeld met een zeemeerman en een zeemeermin.
Over de herkomst van het kruis dat het wapen dekt zijn verschillende theorieën: het kan een andreaskruis of een weefspoel zijn, die verwijst naar de lakenindustrie. Een andere theorie wijst erop dat het een ruitvenster met kruisroede is.

## Blazoen
De Hoge Raad van Adel heeft op 31 juli 1817 het bezit van het wapen van de stad Zierikzee bevestigd. Hiermee werd het wapen dus niet toegekend, maar wel erkend. Het wapen had de volgende beschrijving:
Van keel beladen met een klimmende leeuw van sabel. Het schild gedekt met een kruis en verzeld ter wederzijde van een Z, alles van goud.
Het wapen is rood van kleur met daarop een zwarte, klimmende leeuw, hierdoor is het een raadselwapen. Het schild wordt niet gedekt door een kroon, maar door een goudkleurig kruis. Aan beide kanten van het schild staat een goudkleurige Z, dit zijn de schildhouders van het wapen. Het kruis staat in een ruit waarvan de punten rond zijn. De letter "Z" in deze stijl komt tevens voor op het wapen van Zevenaar.

## Afbeelding

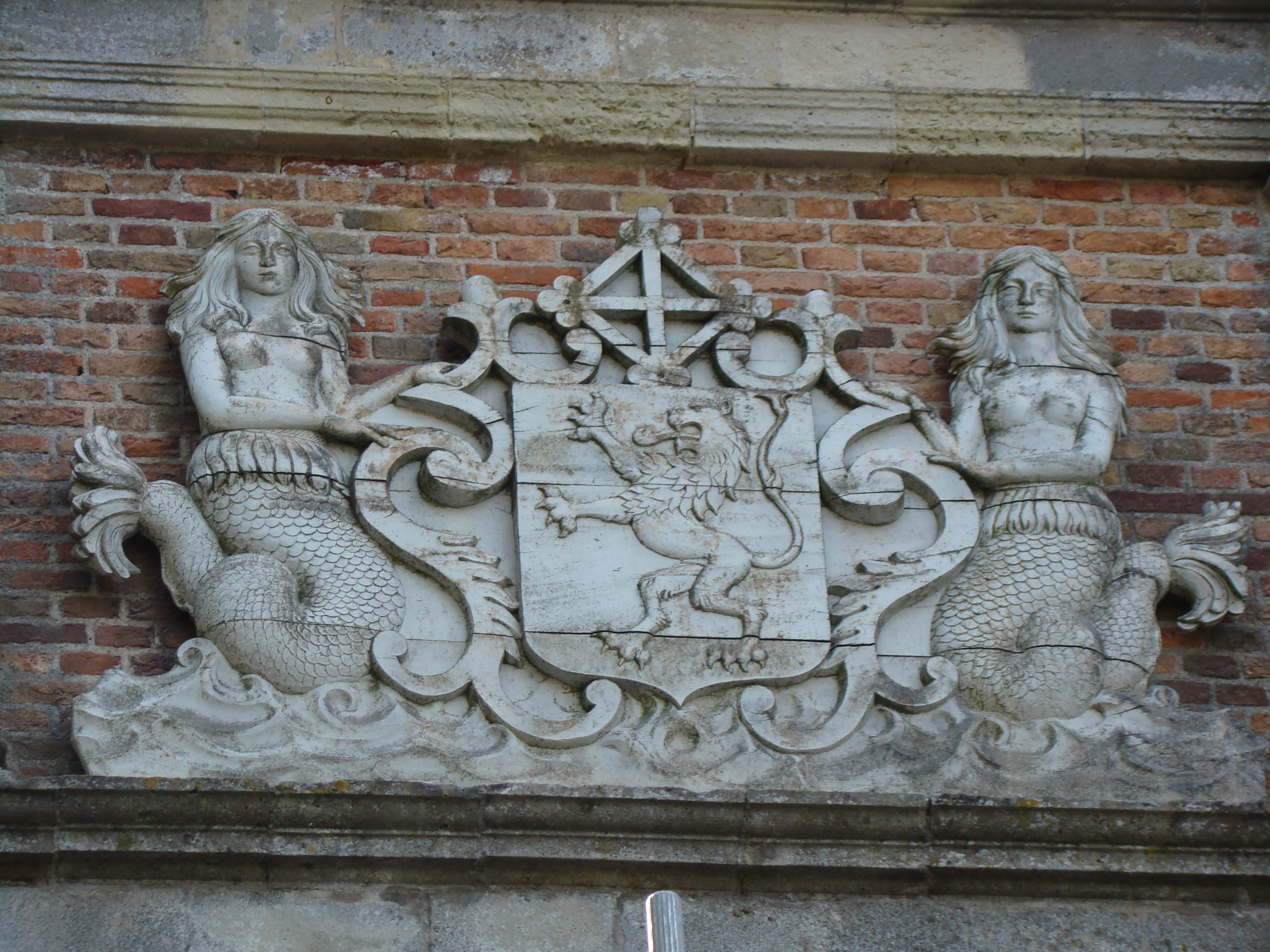
Gevelsteen met meerminnen als schildhouders
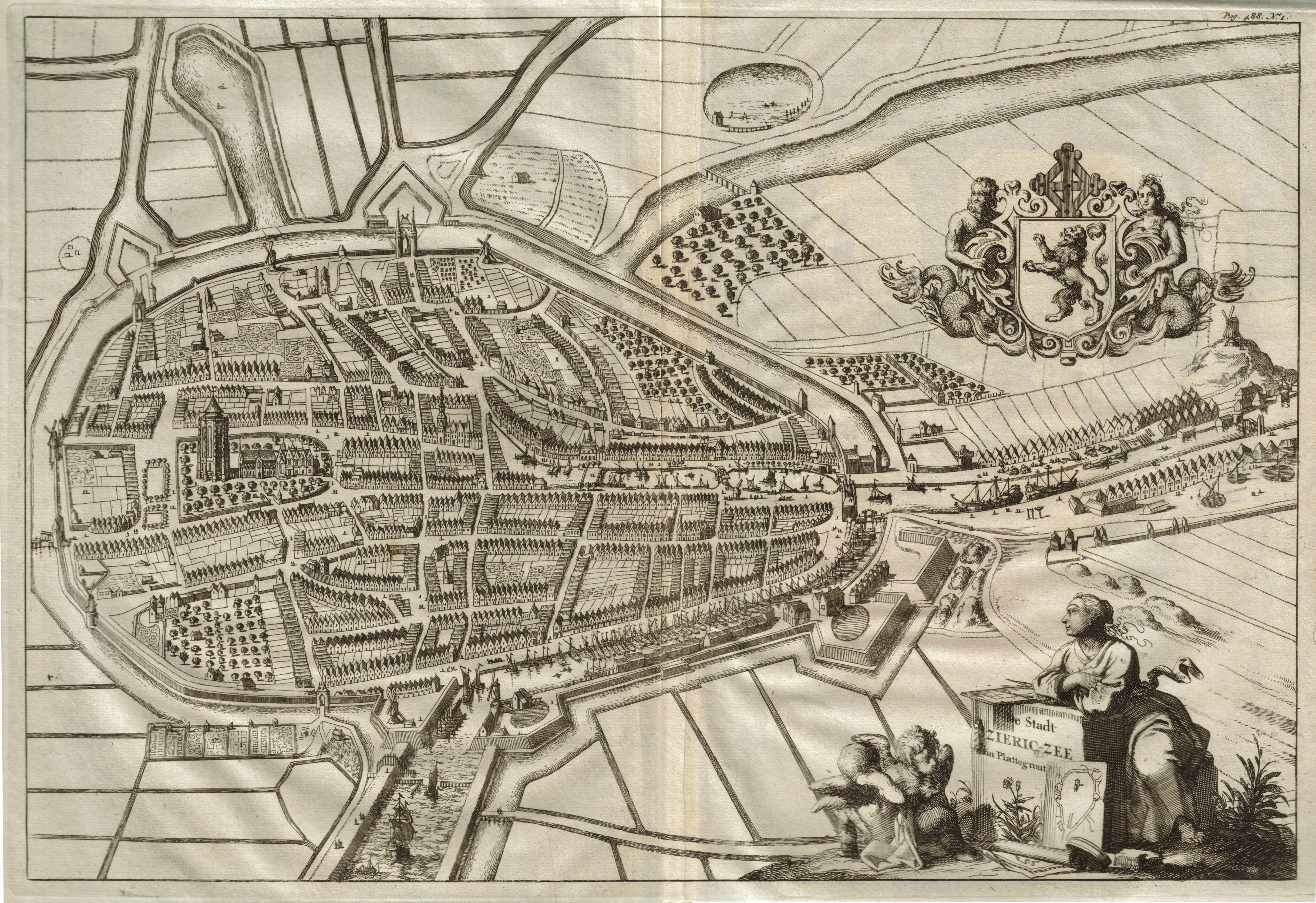
Kaart uit 1696, met meerminnen
Variant uit de 17e eeuw
Variant uit circa 1800